# Katarina Barun-Šušnjar
Katarina Barun-Šušnjar; z d. Barun (ur. 1 grudnia 1983 w Zagrzebiu) – chorwacka siatkarka, reprezentantka kraju, grająca na pozycji 
atakującej. Po ukończeniu sezonu 2019/2020 w japońskiej drużynie Ageo Medics postanowiła zakończyć siatkarską karierę.

## Życie prywatne
Jej mężem jest Martin Šušnjar, chorwacki koszykarz.

## Sukcesy klubowe
Mistrzostwo Chorwacji:
- 2003, 2004, 2005

Puchar Chorwacji:
- 2004

Liga Mistrzyń:
- 2007

Puchar Rumunii:
- 2009

Mistrzostwo Rumunii:
- 2009
- 2010

Puchar Włoch:
- 2015, 2016

Mistrzostwo Włoch:
- 2017
- 2015

Mistrzostwo Japonii:
- 2020

## Nagrody indywidualne
- 2015 - MVP Pucharu Włoch
- 2017 - MVP włoskiej Serie A w sezonie 2016/2017